# Превземането на Бевърли Хилс
„Превземането на Бевърли Хилс“ (на английски: The Taking of Beverly Hills) е американски екшън от 1991 г. на режисьора Сидни Дж. Фюри, и във филма участват Кен Уол, Мат Фрюър, Харли Джейн Козак и Робърт Дави. Филмът също включва Памела Андерсън в първата й филмова роля като мажоретка, но не е посочена в надписите.